# 순천 구 선교사 프레스턴 가옥
순천 구 선교사 프레스턴 가옥(順川 舊 宣敎師 프레스턴 家屋)은 대한민국 전라남도 순천시 순천매산여자고등학교 내에 있는 일제강점기의 건축물이다. 2004년 12월 31일 대한민국의 국가등록문화재 제126호로 지정되었다.

## 개요
1913년 무렵 건립되었다.
이 건물은 순천 지역에서 선교 활동을 한 미국 남장로교 선교사 프레스턴의 사택으로 건립되었으며, 지금은 매산여고의 어학실로 사용되고 있다. 화강석으로 외벽을 쌓고 한식 기와를 얹은 한·양 절충식의 형태와 건물의 폭과 높이를 거의 1:1로 구성한 것은 순천 및 광주 지역의 선교사 주택 건축에서 나타나는 특징이다. 1900년대 초 순천 지역에서 활동한 선교사들의 역사와 주거 형태를 살펴볼 수 있는 건축물로 평가받고 있다.

## 같이 보기
- 순천매산여자고등학교

## 참고 자료
- 순천 구 선교사 프레스턴 가옥 - 국가유산청 국가유산포털